# Иоганн Вильгельм (герцог Саксен-Йены)
Иоганн Вильгельм Саксен-Йенский (нем. Johann Wilhelm von Sachsen-Jena; 28 марта 1675, Йена — 4 ноября 1690, там же) — герцог Саксен-Йены.

## Биография
Иоганн Вильгельм — сын герцога Саксен-Йены Бернгарда и его супруги Марии де ла Тремуйль. Когда умер отец, Иоганну Вильгельму было три года. В соответствии с оставленным отцом завещанием регентом при малолетнем герцоге выступал сначала его дядя Иоганн Эрнст II Саксен-Веймарский, а после его смерти — Иоганн Георг I Саксен-Эйзенахский. После смерти последнего функции регента исполнял Вильгельм Эрнст Саксен-Веймарский.
Иоганн Вильгельм умер, не достигнув совершеннолетия, и никогда не правил в герцогстве. С его смертью прервалась династическая линия герцогов Саксен-Йены. Герцогство было разделено между Саксен-Веймаром и Саксен-Эйзенахом.